# Anomalobittacus gracilipes
Anomalobittacus gracilipes är en näbbsländeart som beskrevs av Douglas E. Kimmins 1928. Anomalobittacus gracilipes ingår i släktet Anomalobittacus och familjen styltsländor. Inga underarter finns listade i Catalogue of Life.